# Trigono (Grecia)
Trigono (in greco Τρίγωνο?) è un ex comune della Grecia nella periferia della Macedonia orientale e Tracia di 6 656 abitanti secondo i dati del censimento 2001.
È stato soppresso a seguito della riforma amministrativa detta Programma Callicrate in vigore dal gennaio 2011 ed è ora compreso nel comune di Orestiada.

## Località
Trigono è suddiviso nelle seguenti comunità (i nomi dei villaggi tra parentesi):
- Arzos (Arzos, Kanadas)
- Dikaia (Dikaia, Dilofos, Krios, Palli)
- Elaia
- Therapeio
- Komara
- Marasia
- Milia
- Ormenio
- Pentalofos
- Petrota
- Plati
- Ptelea
- Spilaio